# جرمی مکیزی
جرمی مکیزی (به انگلیسی: Jérémie Makiese) (زاده ۱۵ ژوئن ۲۰۰۰) خواننده بلژیکی است.
او نماینده بلژیک در یوروویژن ۲۰۲۲ بود.